# 威特冰原島峰
75°29′S 69°22′W / 75.483°S 69.367°W
威特冰原島峰（英語：Witte Nunataks），是南極洲的冰原島峰，位於帕爾默地，處於斯威尼山脈和豪貝格山脈之間，美國地質調查局根據測量和該國海軍的空中照片繪入地圖，現時由南極條約體系管理。